# Adolf Braeckeveldt
Adolf Braeckeveldt, né le 6 octobre 1912 à Saint-Denis-Westrem et mort le 4 août 1985 à Lovendegem, est un coureur cycliste belge. Il fut professionnel de 1935 à 1944 et a notamment remporté la Flèche wallonne et le Tour de Belgique en 1937, le Grand Prix de Wallonie en 1936, 1938 et 1939, et une étape du Tour de France 1937.
Son grand frère Léon a lui aussi été cycliste professionnel.

## Palmarès
- 1934
  - 2e étape du Tour de Belgique indépendants
  - 3e du championnat de Belgique juniors
- 1936
  - Grand Prix de Wallonie
  - 3e étape du Tour de Belgique
  - 2e de Bruxelles-Bellaire
  - 3e du Grand Prix de la Famenne
- 1937
  - Flèche wallonne
  - Tour de Belgique :
    - Classement général
    - 2e étape

  - 17eb étape du Tour de France
  - Trois villes sœurs
  - 2e du Circuit du Morbihan
  - 4e du Tour des Flandres
- 1938
  - Grand Prix de Wallonie
  - 1re étape du Tour de Luxembourg
  - 2e du Tour de Luxembourg
  - 3e du Grand Prix de la ville de Zottegem
- 1939
  - Grand Prix de Wallonie
  - Paris-Limoges
  - 3e de Bruxelles-Luxembourg-Mondorf

## Résultat sur le Tour de France
1 participation 
- 1937 : 22e, vainqueur de la 17eb étape